# Karol Strmeň
Karol Strmeň (* 9. April 1921 in Slovenský Meder, Tschechoslowakei; † 21. Oktober 1994 in Cleveland, USA) war ein slowakischer Dichter, Übersetzer, Journalist, Pädagoge, Literaturkritiker und Universitätsprofessor.
Er war ein bedeutender Protagonist der Katholischen Moderne im Exil.